# Francisco Narcizio
Francisco Narcizio (ur. 18 lipca 1971) – brazylijski piłkarz występujący na pozycji napastnika.

## Kariera klubowa
Od 1991 do 2005 roku występował w klubach Ceará, Yverdon-Sport, Ferroviário, Figueirense, Botafogo, Cerezo Osaka, Vitória, Intenacional, Rio Branco, Ponte Preta, Ituano, Paraná Clube, América Mineiro i Avaí FC.